# Tony Galento

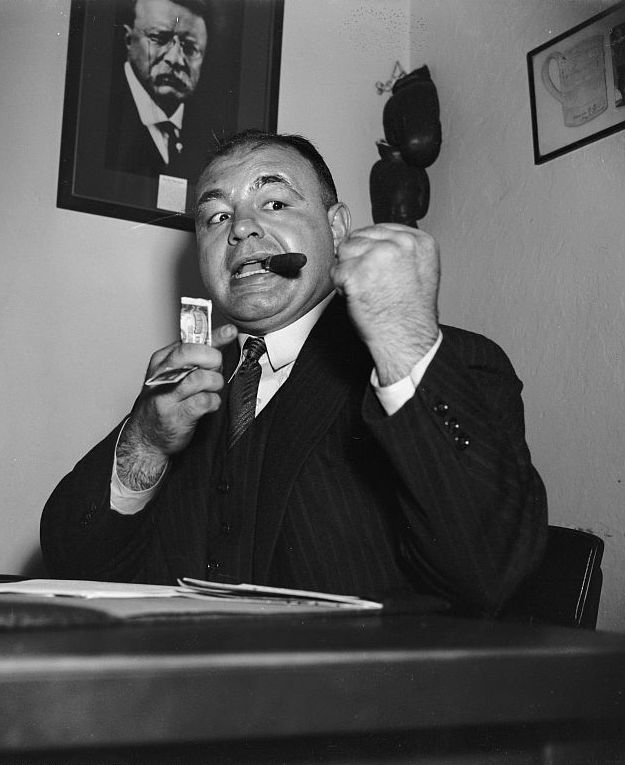
Tony Galento i november 1938

Tony Galento (Anthony "Two Ton" Galento), född 12 mars 1910, död 22 juli 1979, var en amerikansk-italiensk tungviktsboxare och barägare. I en match 1939 lyckades han golva titelhållaren Joe Louis, men förlorade till sist matchen.